# Предна Австрия
Предна Австрия (на немски: Vorderösterreich, die Vorlande) е общото име на ранните собствености на Хабсбургите западно от Тирол и Бавария. Тази част на Хабсбургската монархия днес се намира преди всичко в Швейцария, във Форарлберг, в Елзас, около Белфор, в южен Баден-Вюртемберг и в Баварска-Швабия.